# Álex Barrera
Alejandro Barrera Pasan, detto Álex (Esplugues de Llobregat, 1º aprile 1992), è un cestista spagnolo.

## Carriera
Ha militato nel Club Joventut de Badalona in Liga ACB. Nel 2011 ha conquistato il FIBA EuroBasket Under 20 con la Nazionale di pallacanestro della Spagna under 20.

## Palmarès
- Basketball Champions League: 2

San Pablo Burgos: 2019-20, 2020-21
- Coppa Intercontinentale: 1

San Pablo Burgos: 2021